# ЗАК (футбольний клуб)
ЗАК (нід. ZAC, Zwolsche Athletische Club) — аматорський нідерландський футбольний клуб з міста Зволле, заснований 1893 року.

## Історія
Футбольний клуб було засновано 1893 року. Тривалий час клуб грав у вищому дивізіоні країни і був головною командою міста. В сезоні 1937/38 клуб виграв свою групу Схід чемпіонату Нідерландів і вийшов у фінальну групу, де став четвертою командою країни.
З 1930-х років клуб «Зволле» почав перебивати статус найсильнішої і найпопулярнішої команди міста, а після введення професіоналізму в Нідерландах у 1954 року «Зволле» приєднався до професійних ліг, а ЗАК відмовився від професіонального статусу і продовжив виступати в регіональних аматорських лігах.